# Croton villosissimus
Croton villosissimus là một loài thực vật có hoa trong họ Đại kích. Loài này được (Chodat & Hassl.) Radcl.-Sm. & Govaerts mô tả khoa học đầu tiên năm 1997.